# Vissmarlöv
Vissmarlöv eller Vismarlöv är en by i Hyby socken,  i östra delen av Svedala kommun. Byn ligger cirka 10 kilometer norr om Svedala. Närmsta tätort är Klågerup som ligger 3 km nordväst om byn. År 1990 klassade SCB Vissmarlöv som en småort. Från 2015 till 2023 avgränsades här åter en småort.

## Historia

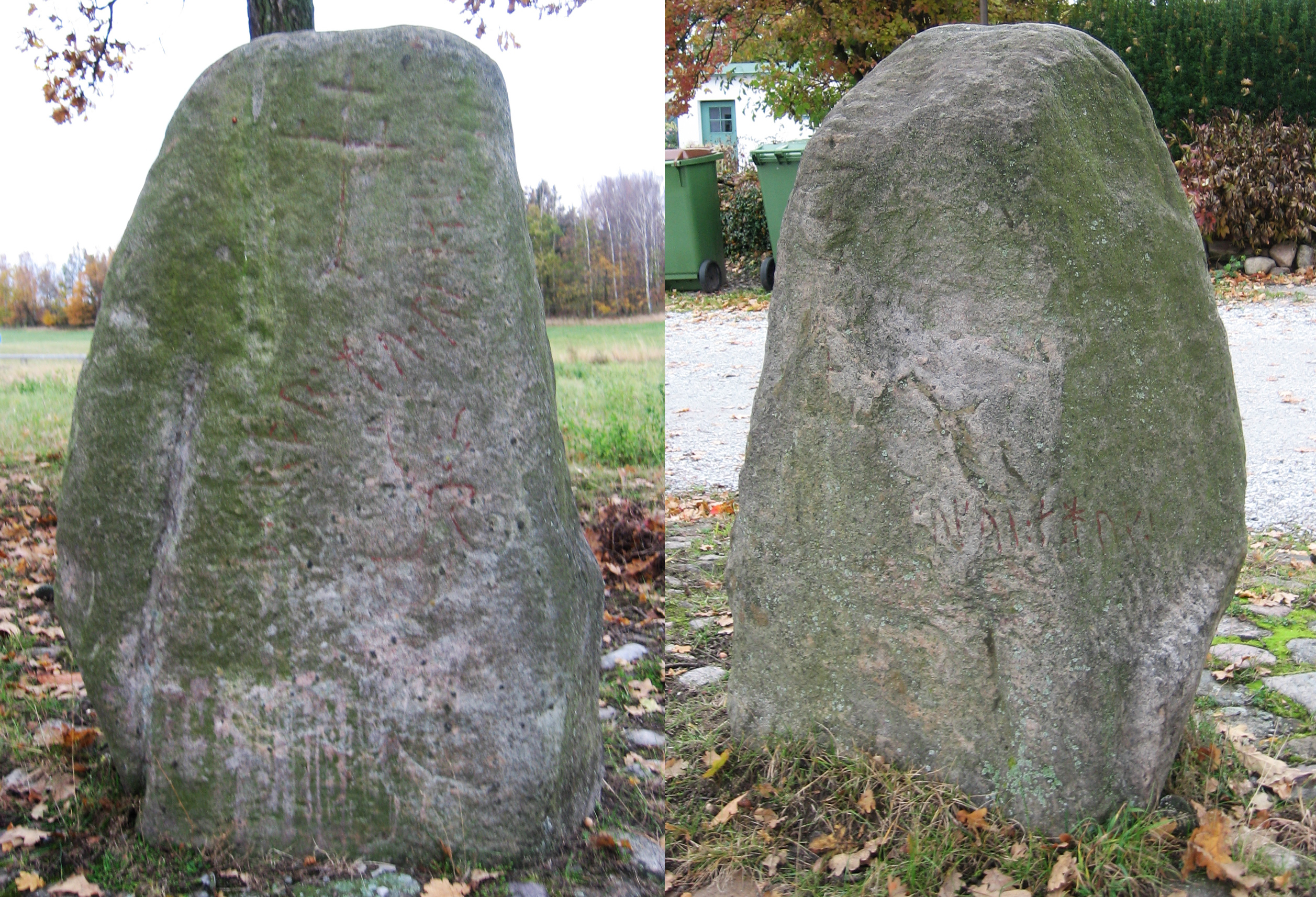
Hybystenen 1

Byns ålder kan inte med fullständig säkerhet fastställas, men det första tecknet på boplats är från 1383. Från denna tid finns namnet Ösmerlöf dokumenterat. Namnet har dock ändrats mycket med tiden. Ordet "löv", eller "lev", betyder "lämna efter sig". Ortnamn som slutar med -lev tillhör Sveriges äldsta orter. Man tror att, under denna tid, var en man vid namn Ösmer eller Ösmar en mycket viktig person för byn. När denna personen dog började man istället kalla byn "Ösmerlöv". Redan år 1395 byttes namnet till Ysmerlöff. Anledningen till detta namn tros vara att en av Ösmers närstående tog över, och denna person hette Ysmer. Detta namn har under 1400-talet och framåt varierat med varianter som Vismerlöff och Wiismerlof.
Hyby bränneri var under 1930-talet en spritfabrik som kontrollerades av staten. Fabriken är idag nedlagd och används som lagerlokal åt lantbruksfastigheten.

## Byn
I byn finns Hybystenen 1, en runsten som upptäcktes under 1600-talet.
I Vissmarlöv finns också ’’Vismarlövs vävstuga’’, ett kombinerat kafé, bageri och konditori.

## Personer med anknytning till orten
Cornelis Vreeswijk bodde under 1970-talet i Vissmarlöv.

## Fotnoter
1. 1 2  Statistiska småorter 2020, befolkning, landareal, befolkningstäthet per småort, SCB, 31 mars 2022, läs online.[källa från Wikidata]
2. ↑  Förändringar i antalet småorter 2010-2015, SCB, 19 december 2016, läs online, läst: 10 september 2017.[källa från Wikidata]
3. 1 2  Kodnyckel för SCB:s statistiska tätorter och småorter - Koppling mellan gammalt och nytt kodsystem, SCB, 11 november 2021, läs online.[källa från Wikidata]
4. ↑  Avregistrerade och nyregistrerade statistiska tätorter och småort 2023, förändringar i koder och beteckningar, SCB, 27 november 2024, läs online.[källa från Wikidata]
5. ↑  Förändringar i antalet småorter 2010-2015, Statistiska centralbyrån, 19 december 2016.
6. ↑  Åkesson, Ingemar (2009). Vismarlöv – min hemby i östra randen av gamla Hyby socken. Ystad. sid. 6. Libris 11876814